# Albis

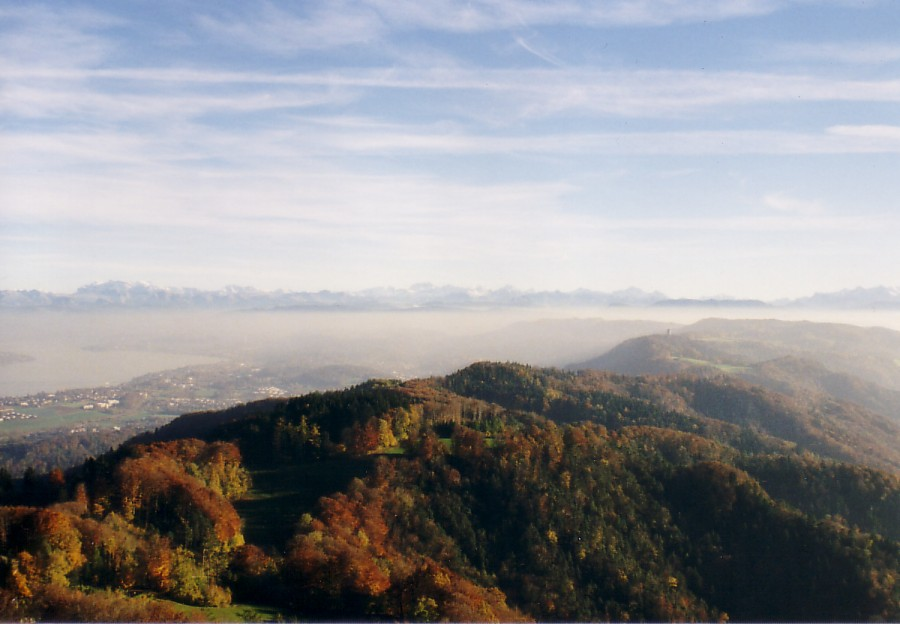
Widok na Albis z Uetlibergu

Albis – mające charakter gór niskich pasmo ciągnące się równolegle do Jeziora Zuryskiego i doliny rzeki Limmat w szwajcarskim kantonie Zurych. Najwyższym szczytem jest Bürglein wznoszący się 914,6 m n.p.m., zaś Uetliberg mający 870,6 m n.p.m. będący najwyższym punktem w Zurychu stanowi jedną z jego atrakcji.

## Geografia

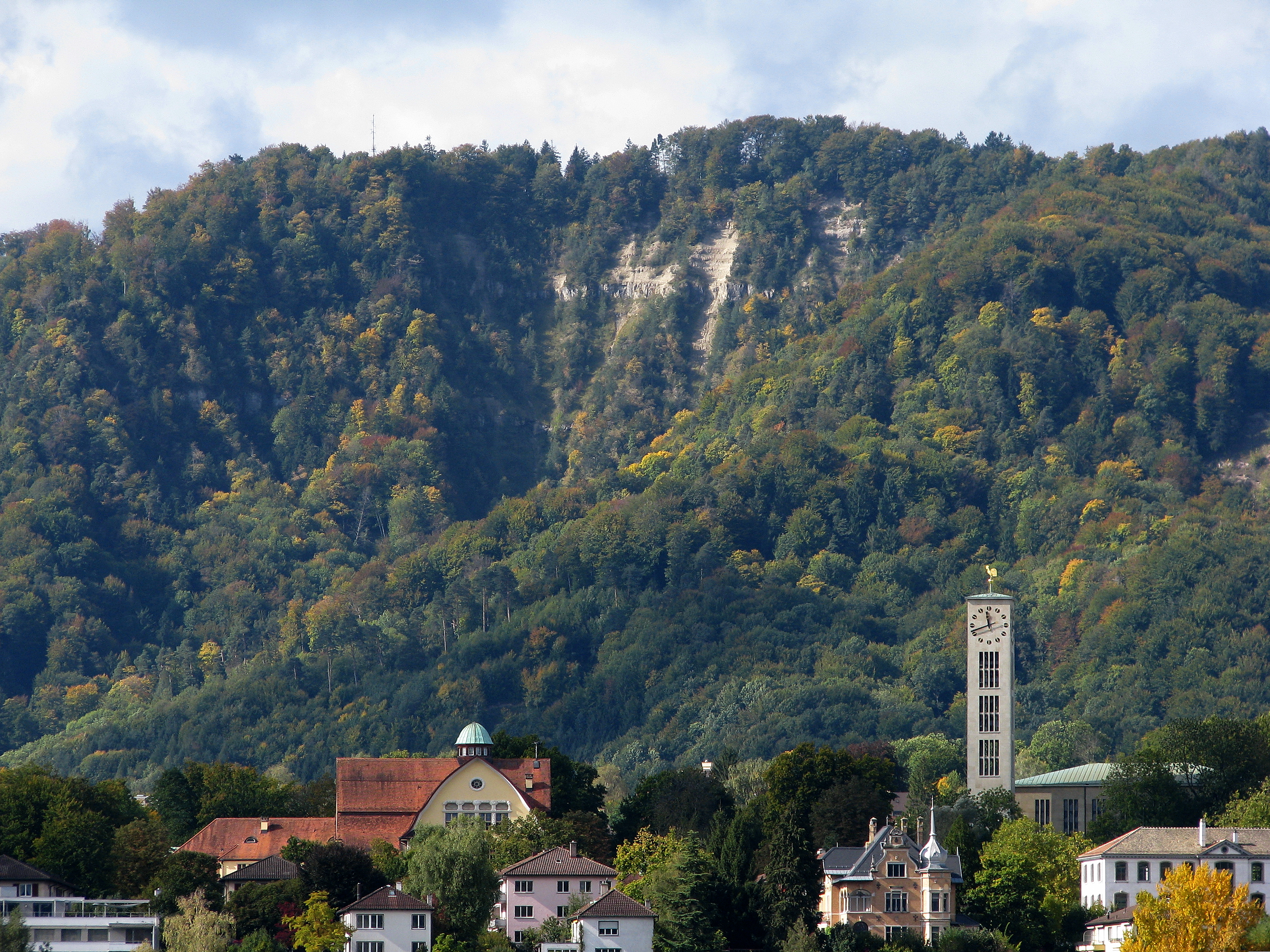
Urwisko Fallätsche w granicach miasta Zurych

Albis ma długość około 20 km i jest zbudowane z molasy lądowej. Wzgórza, mimo charakteru gór niskich (przewyższenia mogą mieć ponad 400 m), są moreną boczną i powstały w wyniku działania lodowca alpejskiego, który w ostatniej epoce glacjalnej obejmował także część dzisiejszej Wyżyny Szwajcarskiej. Masyw jest dość mocno zalesiony, szczególnie jego wschodnie zbocze, które jest stormsze i wynosi się 300–450 m nad dolinami rzek Sihl i Limmat. Łagodniejsze, zachodnie zbocze wynosi się 200–300 m nad doliną rzeki Reppisch. Przez dwie przełęcze pasma (Albispass 793 m n.p.m. i Buchenegg 786 m n.p.m.) przebiegają wyasfaltowane drogi. Pod południową stroną Uetlibergu znajduje się tunel autostradowy, pod południowym krańcem pasma w pobliżu wsi Sihlbrugg – tunel kolejowy. Na Uetliberg wjeżdża od północy linia kolejowa z Zurychu, obecnie stanowiąca linię S10 szybkiej kolei aglomeracyjnej (S-Bahn).

## Ochrona przyrody

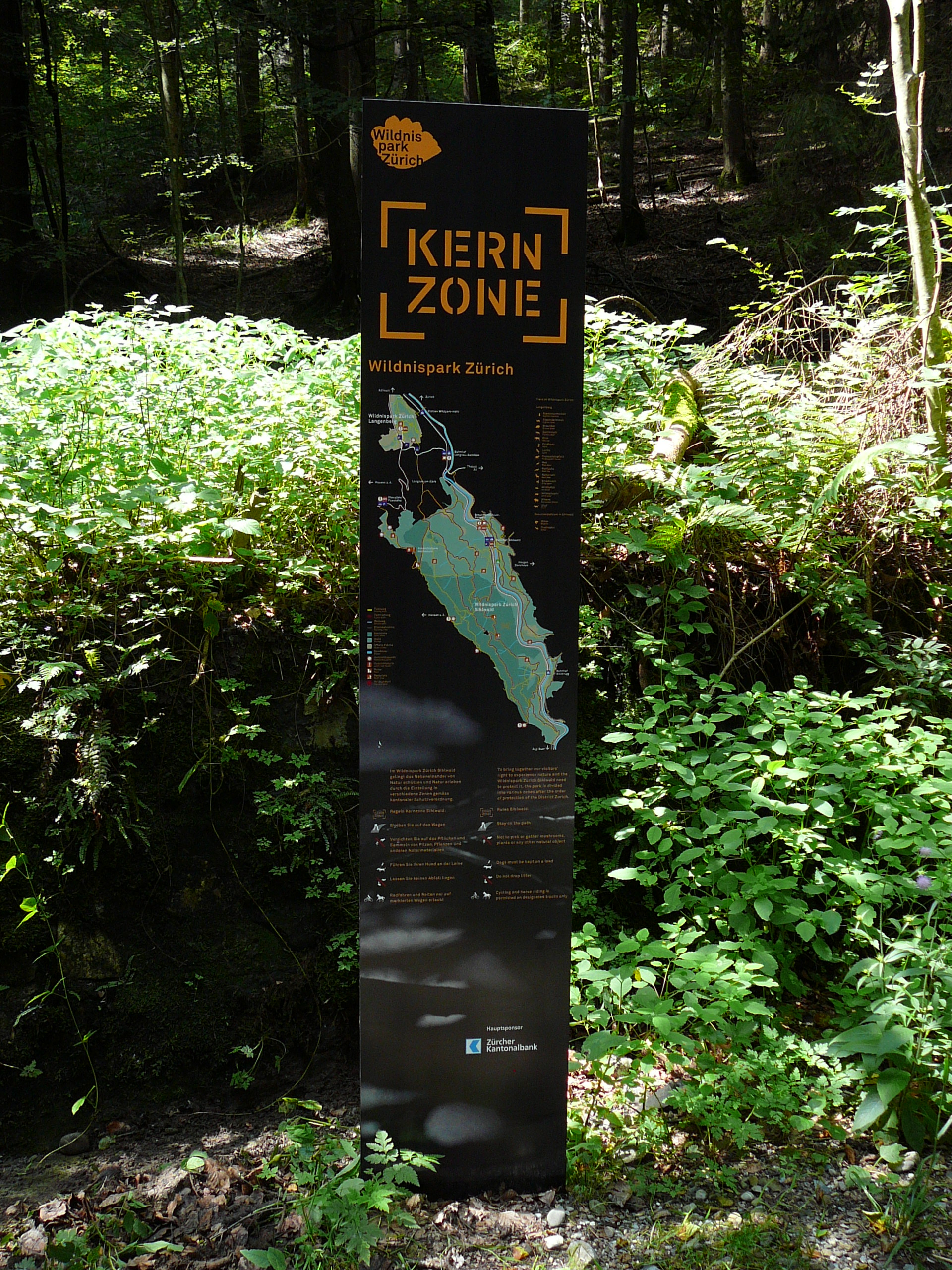
Tablica informacyjna w Zuryskim Parku Dzikiej Przyrody

Na terenie pasma znajduje się kilkanaście rezerwatów przyrody oraz mający status parku o znaczeniu federalnym „Zuryski Park Dzikiej Przyrody” (Wildnispark Zürich), w ramach którego znajduje się rezerwat przyrody Las Sihl (Sihlwald) mający ponad 11 km² powierzchni, którego strefa centralna (41% obszaru) jest objęta ochroną ścisłą.

## Turystyka
Albis jest popularnym celem wycieczek mieszkańców Zurychu oraz turystów, oferując rozległe panoramy na Alpy, Jurę, Zurych, Jezioro Zuryskie i okolice. Wzdłuż grzbietu znajduje się kilka restauracji, masyw jest łatwo dostępny za pomocą gęstej sieci linii kolejowych, autobusowych oraz kolei gondolowej na Felsenegg. Ponadto wybudowano dwie wieże obserwacyjne (Uetliberg i Hochwacht) oraz Planetenweg będący modelem Układu Słonecznego w skali 1:1 000 000 000. Na terenie Albisu wytyczono liczne szlaki piesze, rowerowe i konne.